# اسرائیل (نام)
اسرائیل یک نام کوچک مذکر به زبان عبری است. به گفته سفر پیدایش این نام پس از واقعه ای که در آن کشتی یعقوب با فرشته بر یعقوب نهاده شد.

## کشور
طبق کتاب مقدس، فرزندان یعقوب (دوازده قبیله اسرائیل) یک اخلاق ملی را تشکیل دادند و به‌طور جمعی پادشاهی اسرائیل (پادشاهی متحد) را تأسیس کردند، که نام دولت امروزی اسرائیل از آنجا آمده‌است.